# Rigaer Wappen
Riga führt ein großes und ein kleines Wappen. In seiner heutigen Form führt es die Stadt seit 1988. Dabei handelt es sich um eine Wiedereinführung des Wappens von 1925.

## Geschichte
Die ältesten Wappendarstellungen Rigas finden sich auf den Siegel aus der Zeit von 1225–26 und 1330–40. Darauf sind bereits die wichtigsten heraldischen Elemente zu finden, wie sie das Wappen noch heute enthält. So das geöffnete Stadttor, welche die Stadtrechte symbolisieren, also die im Mittelalter bestätigte Autonomie der Stadt. Das Stadtrecht wurde Riga 1201 von Bischof Albert gewährt. (Der Kreuzstab steht wahrscheinlich für seine Macht über die Stadt.) Die gekreuzten Schlüssel stehen für den Schutzheiligen der Stadt, Sv. Pēteris, also Petrus. Dabei handelt es sich um die Himmelsschlüssel, wie sie in der Bibel beschrieben sind: „Ich will Dir des Himmelreiches Schlüssel geben“. Im oberen Teil des Siegels befand sich das Bischofszepter, das durch das Kreuz des Deutschen Ordens ersetzt wurde, als die Stadt unter seine Herrschaft fiel. Hinzugefügt wurde außerdem bald der Löwe im Tor, der für die Wehrhaftigkeit der Rigenser steht.

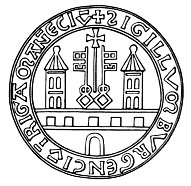
1225 Siegel
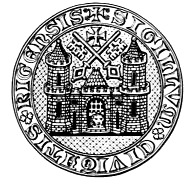
1349 Siegel
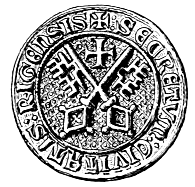
1368 Siegel

1554 wurden die Löwen als neues heraldisches Element dann als Schildträger hinzugefügt. Dass diese die Abhängigkeit vom Königreich Schweden symbolisieren ist unwahrscheinlich, da die Stadt erst 1621 von diesem erobert wurde. 1656 erwarb sich die Stadt außerdem das Recht, die Krone des schwedischen Königs abzubilden, nämlich als Auszeichnung für die Verdienste bei der heroischen Verteidigung der Stadt während der Belagerung Rigas durch die Russen.

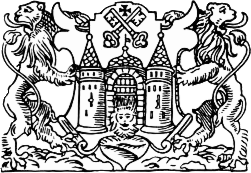
Großes Wappen
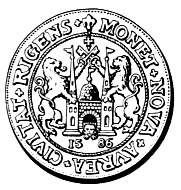
1586 Münze

Zu Beginn des 18. Jahrhunderts fiel die Stadt dann aber doch an die Russen, und zwar im Jahr 1710 unter der Zarin Katharina II. Die Russen änderten die herrschaftlichen Zeichen im Wappen – die Schildträger wurden durch den geteilten doppelköpfigen Adler des russischen Wappens ersetzt. So blieb es bis in das 20. Jahrhundert. 1918 wurde Lettland unabhängig und 1923 wurden die Adler zum Zeichen dafür wieder durch die Löwen ersetzt.

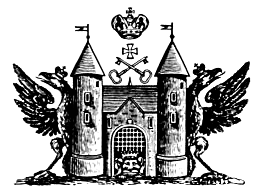
1723 Wappen
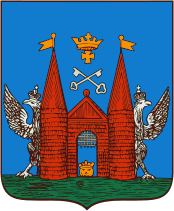
1788 Wappen
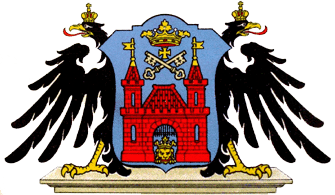
1904 Wappen

1925 wurde das veränderte Wappen offiziell bestätigt. 1940 schon wurde das Wappen allerdings aufgrund der Annexion durch die Sowjetunion in dieser Form nicht mehr verwendet, wie in der Sowjetunion allgemein kein Wert auf Stadtwappen gelegt wurde. Erst im Jahre 1967 erhielt Riga wieder ein Wappen, welches aber gegenüber der früheren Version verändert wurde. So wurde in den Gestaltungsvorschlägen vor allem das Kreuz des Deutschen Ordens durch den roten Stern der Sowjetunion ersetzt. Das Gründungsjahr 1201 erschien als Zahl statt des Löwen im Tor. Darunter wurden die Farben der lettischen Flagge zur Zeit der Sowjetunion gesetzt. Das Wappen dieser Zeit entsprach in seiner Gestaltung allerdings nicht den strengen heraldischen Regeln.

1968
1987 Vorschlag
1988 Vorschlag

1988, also noch vor der endgültigen Unabhängigkeit im August 1991, wurde das Wappen von 1925 bestätigt.

1990 Kleines Wappen offizielle Darstellung
1990 Großes Wappen offizielle Darstellung